# Andrew Williams
Andrew Williams – detto Andy – (Toronto, 23 settembre 1977) è un ex calciatore canadese naturalizzato giamaicano, di ruolo centrocampista.

## Palmarès
- Campionato MLS: 1

Real Salt Lake: 2009